# Notobryon
Notobryon Odhner, 1936 è un genere di molluschi nudibranchi della famiglia Scyllaeidae.

## Tassonomia
Comprende le seguenti specie:
- Notobryon bijecurum Baba, 1937
- Notobryon caribbaeum Caballer & Ortea, 2014
- Notobryon clavigerum Baba, 1937
- Notobryon panamicum Pola, Camacho-Garcia & Gosliner, 2012
- Notobryon thompsoni Pola, Camacho-Garcia & Gosliner, 2012
- Notobryon wardi Odhner, 1936 - specie tipo